# هربرت هوفر، الابن
هربرت هوفر، الابن (بالإنجليزية: Herbert Hoover Jr.)‏ (و. 1903 – 1969 م) هو مهندس من الولايات المتحدة الأمريكية .
وهو عضو في الحزب الجمهوري .

## التعليم
تعلم في جامعة ستانفورد.

## روابط خارجية
- هربرت هوفر، الابن على موقع مونزينجر (الألمانية)